# Holorusia aberrans
Holorusia aberrans är en tvåvingeart som först beskrevs av Charles Paul Alexander 1920.  Holorusia aberrans ingår i släktet Holorusia och familjen storharkrankar. Inga underarter finns listade i Catalogue of Life.